# Кленове (Богодухівський район)
Клено́ве — село у Богодухівській міській громаді Богодухівського району Харківської області України.
- Поштове відділення: Кленівське

## Географія
Село Кленове знаходиться у витоках Яр Жолобок, який через 3 км впадає в річку Мерла. На струмку зроблено багато загат. За 4 км розташоване село Мерло.

## Історія
- 1804 рік — дата заснування.
- 1883 рік — маєток Кленове придбав губернський секретар Гебенштрейт Хрисанф Іванович.
- кінець 1880-х рр. — маєток Кленове придбав барон Леопольд Кеніг.
- 12 червня 2020 року, відповідно до розпорядження Кабінету Міністрів України № 725-р «Про визначення адміністративних центрів та затвердження територій територіальних громад Харківської області», село увійшло до Богодухівської міської громади[1].
- 19 липня 2020 року, в результаті адміністративно-територіальної реформи та ліквідації Богодухівського району (1923—2020), село увійшло до складу новоутвореного Богодухівського району Харківської області[2].